# 恩里克·米格斯
恩里克·米格斯（西班牙語：Enrique Míguez，1966年3月4日—），西班牙男子皮划艇运动员。他曾代表西班牙参加1984年、1988年和1992年夏季奥林匹克运动会皮划艇比赛，其中1984年奥运会获得一枚铜牌。